# Pino Daeni
Pino Daeni, de son vrai nom Giuseppe D'angelico Daeni, né le 8 novembre 1939 à Bari en Italie et mort le 25 mai 2010 dans le New Jersey aux États-Unis, est un illustrateur de livres et un artiste italo-américain. Il est connu pour son style et ses représentations de femmes sensuelles et romantiques ou d'hommes puissants. Il a créé plus de 3 000 couvertures de livres, affiches de films et des illustrations de magazines.

## Biographie
Né Giuseppe D'angelico Daeni à Bari en Italie, le 8 novembre 1939.
Artiste autodidacte, il s'inscrit à l'Institut d'Art de Bari, puis il se rend à l'Académie de Brera de Milan en 1960, où il perfectionne son art pour la peinture à partir de nus réels.
De 1960 à 1979, ses œuvres lui valent plusieurs prix et distinctions. Au cours de cette période, deux  grands éditeurs d'Italie, Mondadori et Rizzoli, lui commandent des illustrations de livres. Après une visite à Manhattan en 1971, il quitte Milan et s'installe à New York avec sa famille.
Sous le parrainage de la Galerie Borghi, il a tenu plusieurs expositions à New York et au Massachusetts. Son travail a attiré l'attention à la fois de Dell et de Zebra Book Publishers, suivi de, Bantam, Simon & Schuster, Penguin, Dell, et Harlequin. Ses couvertures de romans d'amour, peintes pour des auteurs dont Danielle Steel, Sylvie Summerfield et Amanda Ashley, contribuent à vendre des millions de livres en utilisant alors un modèle milanais encore inconnu nommé Fabio. À la fin de sa carrière, il avait conçu environ 3 000 couvertures de livres.
En 1992, désireux de sortir de l'illustration pour revenir à la peinture impressionniste, il contacte l'une des principales galeries de Scottsdale, en Arizona, et envoye cinq peintures. À partir de là, ses peintures sont apparues dans l'Île de Hilton-Head en Caroline du Sud et dans Garden City dans l'État de New York.
Le 25 mai 2010, Pino Daeni meurt à l'âge de 70 ans des suites d'un cancer.

## Œuvres
- A Mother's Love
- A Pause
- Affection
- After Dinner
- Afternoon Nap
- Afternoon Stroll
- An Enchanted Moment
- Angel From Above
- Angelica
- Anticipation
- A time to remember
- At the Beach
- Best Friends
- Close To My Heart
- Colorful Archway
- Contemplation
- Day Dream
- Deborah Revisited
- Desire Suite
- Dreamer
- Early Morning
- Ester
- Ethereal Beauty
- Evening Repose
- Evening Thoughts
- First Glance
- Fleeting Moments
- Flower Child
- Harmony Suite
- Her Favorite Book
- In the Late Evening
- Innocence
- Into The Night
- Joyous Memories
- La Diva
- Last Touch
- Late Night Reading
- Long Day
- Longing For
- Love Suite
- Maternal Instincts
- Memories of My Past
- Mixed Emotions
- Morning Breeze
- Mystic Dreams
- Parisian Girl
- Passive Moments
- Precious Moments
- Purity
- Recital
- Reflections
- Remember When
- Restful
- Sensuality
- Serendipity
- Shades of Pale
- Sharing Moments
- Silent Contemplation
- Soft Light
- Solace
- Spring Flower
- Summer Retreat
- Summertime Breeze
- Sunday Chores
- The Star
- The Dancer
- The Gypsy
- The Red Shawl
- The Safety of Love
- Thinking of You
- Whispering Heart
- White Rhapsody
- White Sand
- Wistful Thinking
- A Woman of Mystery
- A Time To Remember
- Good Old Days
- Mediterranean Breeze
- Mediterranean Dreams
- Remember When
- Spirit of Love
- The Gathering
- Woman from Dubai[6]